# معهد وايزمان للعلوم
معهد وايزمان للعلوم (بالعبرية: מכון ויצמן למדע)، هي جامعة بحثية عامة تقع في مدينة رحوفوت، إسرائيل، تأسس عام 1934، أي قبل 14 عامًا من قيام دولة إسرائيل. ويتميز عن غيره من الجامعات الإسرائيلية بأنه يقدّم درجات دراسات عليا فقط (ماجستير ودكتوراه) في مجالات العلوم الطبيعية والدقيقة.
يُعد المعهد مركزًا بحثيًا متعدد التخصصات، ويضم حوالي 3,800 شخص بين علماء وزملاء ما بعد الدكتوراه وطلبة دكتوراه وماجستير، بالإضافة إلى الكوادر الفنية والإدارية. وحتى عام 2019، ارتبط اسم معهد وايزمان للعلوم بـ ستة فائزين بجائزة نوبل وثلاثة فائزين بـ جائزة تورينغ.
تعاون المعهد مع شركة إلبيت سيستمز الإسرائيلية في عدة مشاريع، من أبرزها: تطوير وتوريد التلسكوب الفضائي لمشروع ULTRASAT (التلسكوب الفلكي فوق البنفسجي)ـ وأبحاث في المواد الحيوية المستوحاة من الطبيعة لتطبيقات دفاعية.

## التدمير
في الساعات الأولى من صباح 15 يونيو/حزيران 2025، أصاب صاروخ إيراني معهد وايزمان للعلوم في رحوفوت، جنوب تل أبيب، في إطار وابل انتقامي واسع النطاق ضد إسرائيل. وجاءت هذه الضربة في إطار تصعيد أوسع نطاقًا عقب الغارات الجوية الإسرائيلية على أهداف نووية وعسكرية إيرانية في وقت سابق من الأسبوع. أطلقت إيران أكثر من 150 صاروخًا باليستيًا وأكثر من 100 طائرة مسيرة، اخترقت عدة قذائف الدفاعات الجوية الإسرائيلية وأصابت مواقع رئيسية، بما في ذلك معهد وايزمان.
أدى سقوط الصاروخ إلى أضرار كبيرة في عدة مبانٍ بحثية ومختبرات داخل حرم معهد وايزمان، حيث اندلعت النيران وتحطمت النوافذ في أنحاء الموقع. وأظهرت لقطات مصورة وشهادات شهود عيان ألسنة اللهب تلتهم أحد مباني المختبرات على الأقل، بينما تناثر الحطام والزجاج في المنطقة المحيطة. وصلت فرق الطوارئ بسرعة وتمكنت من احتواء الحرائق قبل أن تمتد إلى مناطق أخرى. وحتى صباح اليوم التالي للهجوم، لم تُسجّل أي إصابات مؤكدة في المعهد، رغم استمرار فرق الإنقاذ في تفتيش المباني المتضررة. كما تسبب الانفجار في أضرار واسعة النطاق في المناطق المحيطة بمدينة رحوفوت، حيث غطى الركام الطرق وأُبلغ عن أضرار جسيمة بسبب الحرائق.
ينظر إلى الهجوم على معهد وايزمان بوصفه ضربة رمزية واستراتيجية في آنٍ معًا، استهدفت ما يُشار إليه غالبًا بـ"عقل" الأمن والتكنولوجيا الإسرائيليين.

## الشخصيات

### الرؤساء
- حاييم وايزمان : (1949–1952; 1934–1952 إذا شملت سلفه معهد دانيال سييف)
- أبا إيبان : (1959–1966)
- ألبرت سابين : (1970–1972)

### خريجين بارزون
- كريستيان أنفينسن : حصل على جائزة نوبل في الكيمياء لسنة 1972.
- عدي شامير : عالم في التشفير، وأحد مخترعي خوارزمية آر إس إيه.
- أمير بنولي : عالم حاسوب، فاز بجائزة تورنغ في عام 1996.
- أريه وارشيل: حصل على جائزة نوبل في الكيمياء للعام 2013.